# Ole Gabriel Ueland

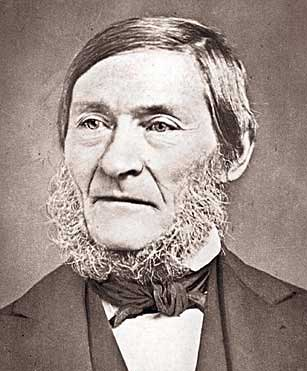
Ole Gabriel Ueland

Ole Gabriel Ueland (hieß ursprünglich „Ole Gabriel Gabrielsen Skaaland“ (* 28. Oktober 1799 in Skåland in Lund (Rogaland); † 9. Januar 1870 in Hetland in Heskestad in Lund) war ein norwegischer Bauer und Politiker.

## Leben
Ueland – Sohn des Bauern Gabriel Osmundsen (1760–1843) und dessen Frau Ingeborg Osmundsdatter Skaaland (1764–1816) – wuchs in Dalane auf, eine damals kleinbäuerlich geprägte Gegend mit sparsamer Lebensweise. Dort fanden die Lehren des Sektenpredigers Hans Nielsen Hauge weite Verbreitung, deren Anhänger auch Ueland wurde. Er hatte ein bescheidenes, aber beständiges und sicheres Auftreten im Gegensatz zu den mehr freidenkenden, temperamentvollen Bauern des Ostlandes, die die Bauernpolitik nach 1814 geprägt hatten. In den Jahren bis zu seiner ersten Ehe war er Wanderlehrer in der Pfarrei Lund.
Nach seiner Eheschließung am 5. Juni 1825 mit Marthe Guri Osmundsdatter Ueland (* 1805; † 16. Dezember 1847) – Tochter des Grundbesitzers Omund Børildsen Ueland und dessen Frau Marthe Svendsdatter Ollestad – zog er auf den Hof seiner Frau mit Namen Ueland und nahm den Namen des Hofes an. 1827 wurde er abermals Wanderlehrer. 1832 wurde er Bürgermeister in Heskestad. Dieses Amt hatte er bis 1851 und von 1856 bis 1859 inne. Außerdem war er Wahlmann und Vergleichskommissar. 1833 rief John Neergard aus Nordmøre dazu auf, dass die Bauern nicht Beamte, sondern Abgeordnete aus den eigenen Reihen wählen sollten. So wurde er 1833 in das Storting gewählt, und er wurde bald Wortführer der Gruppe der Bauern im Storting. Gleichzeitig wurde er Stortingsrepresentant für das Stavanger Amt. Er wurde bis 1869 wiedergewählt. Die Bauern, die sich hinter ihm scharten, wurden zur Bauernopposition im Storting. Ueland war bis in die 50er Jahre die zentrale Gestalt in der Bauernopposition. Er wurde auch Mitglied des Odelsting. Außerdem war er Mitglied des Wahlausschusses, des Vollmachtsausschusses, des Rechtsausschusses und am Ende des Kirchenausschusses.
Am 21. April 1850 heiratete er die Witwe Anne Svensdatter Hetland geborene Ollestad (26. Januar 1818–23. Oktober 1890), Kusine seiner ersten Frau, und zog auf den Hof Ollestad. Danach kaufte er den Hof Hetland, wo er bis zu seinem Tode lebte. 1852 wurde er „Lensmann“ in Heskestad. Dieses Amt hatte er bis 1855 inne. Nach dem Ausscheiden aus dem Storting lebte er als Bauer bis zu seinem Tode auf Hetland.

## Politik
Zwei Hauptzüge prägten Uelands Politik: Sparsamkeit und Minimalisierung des Staates und des Regierungseinflusses zu Gunsten der Lokalregierungen. Er wurde zum Bremsklotz für die Ausweitung der staatlichen Aufgaben. Das führte zu einer Vermehrung der Aufgaben der Lokalregierungen. Er wurde bekannt als Sparpolitiker, wenn auch nicht so extrem wie Søren Jaabæk.
Anfangs arbeitete er eng mit der liberalen städtischen Opposition zusammen. Er kämpfte für die Gleichstellung Norwegens mit Schweden in der Union. Ende der 50er Jahre stieg der Einfluss anderer Bauerngruppen unter der Führung des radikalen Søren Jaabæk und den liberalen Akademikern um Johan Sverdrup. Er war 1854–1857 Mitglied des Juryausschusses. Vorsitzender war Ulrik Anton Motzfeldt, der gegen das Institut der Jury war. Dort trat er mit einem eigenen Vorschlag für die Jury ein, die er als Zeichen für „des Volkes praktische Vernunft“ im Geiste der Verfassung von 1814 hielt. Die Regierung war gegen diese Strafprozessreform und verweigerte die erforderliche Zustimmung zur Bildung eines entsprechenden Ausschusses. Dieser trat dennoch zusammen. Ueland wurde die Erlaubnis zur Ausübung des Amtes als Lensmann entzogen, und er legte das Amt nieder. 1857 wurde das Gesetz verabschiedet, erhielt aber nicht die erforderliche Zustimmung der Regierung. 1857 wurde das Gesetz neu aufgegriffen, aber ohne Erfolg. Erst 1887 wurde die Jury in die Rechtspflege eingeführt. Des Weiteren trat er für die allgemeine Wehrpflicht ein.
In der Religionspolitik war er keineswegs liberal. Aber er setzte sich als Anhänger des Sektenpredigers Hauge gegen die Verordnung zum Verbot der Laienpredigt ein. Gleichzeitig trat er für die Schaffung eines Gemeinderates ein, der die Pfarrer auswählen sollte. Aber 1845 stimmte er gegen ein neues Gesetz zur Religionsfreiheit. Dieses würde nach seiner Befürchtung die Führung der Staatskirche unterhöhlen. Er stimmte 1842, 1845 und 1848 gegen die Aufhebung des § 2 der Verfassung, der den Juden das Betreten des Landes verbot, ein besonderes Anliegen von Henrik Wergeland. Sein Abstimmungsverhalten war für die Bauernopposition in aller Regel maßgeblich. Seine Haltung entsprang nicht nur dem Verfassungskonservativismus, sondern auch einem regelrechten Antisemitismus. Er behauptete, Juden brächten Unfrieden ins Land. 1851 änderte er seine Haltung mit der Mehrheit der Bauerngruppe.
Von 1862 bis 1863 war er an Stelle Sverdrups Mitglied des königlichen Steuerausschusses und von 1865 bis 1867 des 2. Unionsausschusses. Der Ausschuss sollte das Verhältnis der beiden Länder Schweden und Norwegen in der Union neu regeln. Er wurde auf schwedische Initiative eingesetzt und begann, als der Skandinavismus in Norwegen seinen Höhepunkt erreicht hatte. Aber der Ausschuss provozierte auch die Debatte über das spezifisch Norwegische gegenüber dem Skandinavismus. Diese Debatte brachte eine national ausgerichtete norwegische Linie hervor, die in den 70er und 80er Jahren für die Linken in der norwegischen Politik bestimmend wurde. Ueland hatte eine dezidiert antiskandinavistische Haltung und sorgte dafür, dass 1848 und 1864 die Unterstützung Dänemarks im deutsch-dänischen Konflikt abgelehnt wurde. Er war der einzige in der Kommission, der seine Skepsis gegen die Revision des Unionsverhältnisses zum Ausdruck brachte. Schließlich resignierte er gegen den geschlossenen Druck der schwedischen und norwegischen Verhandlungskommissionen. Er stimmte dem Vorschlag schließlich zu, der eine engere Verbindung zwischen Norwegen und Schweden vorsah. 1871 wurde der Vorschlag vom Storting mit großer Mehrheit verworfen.
Er leistete Widerstand gegen die Pensionen der staatlichen Beamten, die Mittelbewilligungen zum Ausbau der Straßen, der Schifffahrt, der Eisenbahn und der Verteidigung. Seinen schärfsten Widerstand richtete er gegen die öffentliche Unterstützung von Kunst und Kultur, worunter auch Ibsen zu leiden hatte. Hinsichtlich der Staatseinnahmen war er dafür, diese zunächst aus den Zolleinnahmen zu bestreiten, und nicht aus den direkten Steuern, die auf dem Grund und Boden lasteten und besonders von den Bauern zu zahlen waren. Gleichwohl stimmte er für die Abschaffung des Kornzolles. Denn seine Wählerschaft in Südwestnorwegen betrieb überwiegend Fleisch- und Milchwirtschaft. Korn wurde im Ostland angebaut. Außerdem setzte er sich für die Erleichterung der Beförderungspflicht der Bauern ein. 1836 und 1839 stimmte er für die Liberalisierung der Handwerksordnung, die es den Handwerkern erleichterte, ihren Beruf in Landgemeinden auszuüben.
In den 60er Jahren zeigte sich, dass die Zeit der klassengebundenen Politik Uelands, die stark verfassungskonservativ geprägt war, zu Gunsten einer mehr liberalen und auf weitere Demokratisierung gerichteten Politik, die auch entsprechende Verfassungsfragen diskutierte, vorüber war.

## Bedeutung
Ole Gabriel Ueland war eine zentrale Figur der nationalen Opposition im Storting der 1830er Jahre. Ab 1850 leitete er die so genannte „Bauernopposition“ im Storting. Sein Bestreben war es, die Regierungsmacht zu Gunsten der Lokalen Selbstverwaltung zu minimieren. Er vertrat damit besonders die Interessen der südwestnorwegischen Bevölkerung.
Ueland wurde Vorbild für den Grundbesitzer Anders Lundestad in Ibsens „Der Bund der Jugend“.